# Tell Afis
Tell Afis – stanowisko archeologiczne w północno-zachodniej Syrii, położone ok. 40 km na południowy zachód od Aleppo.
W latach 1988-1992 prace wykopaliskowe na stanowisku tym prowadzone były przez archeologów włoskich pod kierunkiem Stefanii Mazzoni i Sereny Marii Cecchini.
Stanowisko to zasiedlone było od końca II tys. p.n.e. do pierwszych wieków I tys. p.n.e. Do IX w. p.n.e. rozwinęło się ono z niewielkiego osiedla o charakterze wiejskim w duże, dobrze zaplanowane i ufortyfikowane centrum miejskie z własną cytadelą i dolnym miastem otoczonym murem kazamatowym z cegły mułowej. 
Najważniejszym zabytkiem pochodzącym z tego stanowiska jest odnaleziona tu w 1903 roku stela z aramejską inskrypcją Zakkura, króla Hamat. Opisuje ona zwycięstwo Zakkura nad koalicją 17 wrogich królestw, odniesioną po tym, jak ich wojska obległy go w mieście Hazrek (też Hatarikka, Hadarik, biblijne Hadrach). Niektórzy uczeni identyfikują Tell Afis z Hazrek, stolicą królestwa Luasz, które Zakkur zjednoczył z królestwem Hamat. Jeżeli Tell Afis to Hazrek, to miasto to stać się mogło siedzibą nowej aramejskiej dynastii rządzącej Hamat. Inni uczeni identyfikują Tell Afis ze wspomnianym również w inskrypcji miastem Apisz, od którego powstać miała arabska nazwa stanowiska. Edward Lipiński, który identyfikuje Tell Afis z Hazrek, wskazuje jednak, że nazwa Apisz odnosić się mogła do dzielnicy świątynnej, zlokalizowanej najprawdopodobniej na cytadeli, gdzie znajdowała się świątynia boga Il-Wera.
W trakcie wojny domowej w Syrii Tell Afis miało być jednym ze stanowisk archeologicznych które ucierpiały w wyniku nielegalnych wykopalisk.